# Adrian Siemieniec
Adrian Siemieniec (Czeladź, 13 gennaio 1992) è un allenatore di calcio polacco, tecnico del Jagiellonia.

## Carriera
All'inizio della sua carriera, è entrato nel settore giovanile della squadra polacca Polonia Bytom. Si è ritirato in giovane età dopo essere giunto alla conclusione che non sarebbe stato in grado di entrare nel calcio professionistico.
La sua carriera da allenatore è iniziata quando era studente presso l'Università di Educazione Fisica di Katowice. È entrato nello staff del Rozwój Katowice come stagista e vi è rimasto fino al 2014 come vice allenatore di Mirosław Smyła e Dietmar Brehmer, mentre contemporaneamente dirigeva la squadra delle riserva di Rozwój nel suo ultimo anno a Katowice.
Nel 2014, è entrato a far parte del Chrobry Głogów come vice allenatore di Ireneusz Mamrot, che poi seguirà allo Jagiellonia nel 2017, Arka Gdynia nel 2020, ŁKS nel 2021 e Jagiellonia di nuovo nel 2021.
Il 14 gennaio 2022, Siemieniec diventa allenatore dello Jagiellonia II. Il 4 aprile 2023, in seguito all'esonero di Maciej Stolarczyk, ha assunto il ruolo di allenatore della prima squadra dello Jagiellonia fino alla fine della stagione. È diventato il più giovane allenatore della massima serie polacca all'età di trentuno anni. Nel gennaio 2024 è stato annunciato il prolungamento del contratto per altri due anni.
Nella stagione 2023-2024, ha portato lo Jagiellonia alla prima vittoria del campionato nella storia del club, grazie alla vittoria casalinga per 3-0 sul Warta Poznań all'ultima giornata. Per i suoi risultati, è stato votato allenatore della stagione dell'Ekstraklasa 2023-24.

## Statistiche

### Statistiche da allenatore
Statistiche aggiornate al 14 marzo 2025. In grassetto le competizioni vinte.
| Stagione              | Squadra               | Campionato            | Campionato | Campionato | Campionato | Campionato | Coppe nazionali | Coppe nazionali | Coppe nazionali | Coppe nazionali | Coppe nazionali | Coppe continentali | Coppe continentali | Coppe continentali | Coppe continentali | Coppe continentali | Altre coppe | Altre coppe | Altre coppe | Altre coppe | Altre coppe | Totale | Totale | Totale | Totale | % Vittorie | Piazzamento |
| Stagione              | Squadra               | Comp                  | G          | V          | N          | P          | Comp            | G               | V               | N               | P               | Comp               | G                  | V                  | N                  | P                  | Comp        | G           | V           | N           | P           | G      | V      | N      | P      | %          | Piazzamento |
| --------------------- | --------------------- | --------------------- | ---------- | ---------- | ---------- | ---------- | --------------- | --------------- | --------------- | --------------- | --------------- | ------------------ | ------------------ | ------------------ | ------------------ | ------------------ | ----------- | ----------- | ----------- | ----------- | ----------- | ------ | ------ | ------ | ------ | ---------- | ----------- |
| gen.-giu. 2022        | Jagiellonia II        | 3L                    | 17         | 10         | 1          | 6          | -               | -               | -               | -               | -               | -                  | -                  | -                  | -                  | -                  | -           | -           | -           | -           | -           | 17     | 10     | 1      | 6      | 58,82      | Sub., 9º    |
| 2022-apr. 2023        | Jagiellonia II        | 3L                    | 21         | 9          | 6          | 6          | -               | -               | -               | -               | -               | -                  | -                  | -                  | -                  | -                  | -           | -           | -           | -           | -           | 21     | 9      | 6      | 6      | 42,86      | [ 9 ]       |
| Totale Jagiellonia II | Totale Jagiellonia II | Totale Jagiellonia II | 38         | 19         | 7          | 12         |                 | -               | -               | -               | -               |                    | -                  | -                  | -                  | -                  |             | -           | -           | -           | -           | 38     | 19     | 7      | 12     | 50,00      |             |
| apr.-giu. 2023        | Jagiellonia           | EK                    | 8          | 3          | 2          | 3          | CP              | -               | -               | -               | -               | -                  | -                  | -                  | -                  | -                  | -           | -           | -           | -           | -           | 8      | 3      | 2      | 3      | 37,50      | Sub., 14º   |
| 2023-2024             | Jagiellonia           | EK                    | 34         | 18         | 9          | 7          | CP              | 5               | 4               | 0               | 1               | -                  | -                  | -                  | -                  | -                  | -           | -           | -           | -           | -           | 39     | 22     | 9      | 8      | 56,41      | 1º          |
| 2024-2025             | Jagiellonia           | EK                    | 34         | 17         | 10         | 7          | CP              | 3               | 2               | 0               | 1               | UCL+UEL+UECL       | 4+2+12             | 2+0+6              | 0+0+3              | 2+2+3              | SP          | 1           | 1           | 0           | 0           | 56     | 28     | 13     | 15     | 50,00      | 3º          |
| Totale Jagiellonia    | Totale Jagiellonia    | Totale Jagiellonia    | 76         | 38         | 21         | 17         |                 | 8               | 6               | 0               | 2               |                    | 18                 | 8                  | 3                  | 7                  |             | 1           | 1           | 0           | 0           | 103    | 53     | 24     | 26     | 51,46      |             |
| Totale carriera       | Totale carriera       | Totale carriera       | 114        | 57         | 28         | 29         |                 | 8               | 6               | 0               | 2               |                    | 18                 | 8                  | 3                  | 7                  |             | 1           | 1           | 0           | 0           | 141    | 72     | 31     | 38     | 51,06      |             |

## Palmarès

### Allenatore

#### Competizioni nazionali
- Campionato polacco: 1

Jagiellonia: 2023-2024
- Supercoppa di Polonia: 1

Jagiellonia: 2024